# Григор (патрикій Лазики)
Григор (*груз. გრიგორი д/н — бл. 691) — 3-й патрикій (правитель) Лазики близько 663—664 і 665—691 років.

## Життєпис
Ймовірно син патрикія Барнука I. 663 року за наказом візантійського імператора Константа II було повалено Лебарніка, патрикія Лазики, що напевне був братом Григора. Останнього призначено правителем Лазики.
Втім 664 року Лебарнік за підтримки абазгів повалив Григора. Проте у 665 році його було відновлено на троні візантійцями. З цього часу зміцнив панування, але остаточно втратив вплив на Абазгію і Апсілію.
Зберігав вірність Візантії, в якій вбачав підтримку у протистоянні арабським вторгненням. Ймовірно через вік 675 року оголосив сина Барнука II співцарем, якому фактично передав владу. З ним панував до 691 року. Григор і Барнук II померли майже в один рік, можливо внаслідок вторгнення арабів. Владу спадкував онук — Сергій.

## Нащадки
На думку дослідника В. Леквінадзе Барнук II був прапрадідом Леона II, першого царя Абхазії.